# 中心埔
中心埔，是臺灣苗栗縣銅鑼鄉的一個傳統地域名稱，位於該鄉最北端東部。相較於今日行政區，其範圍大致為中平村北半部。
本地區位於後龍溪東岸。

## 歷史
台灣清治末期至日治初期，中心埔地區為一街庄，稱為「中心埔庄」，隸屬於苗栗一堡。該庄西及西北隔後龍溪與芎蕉灣庄為界，北與維祥庄的水流娘地區為鄰，東與五穀崗庄、中小義庄為鄰，南邊為七十份庄。
1901年（日治明治三十四年）11月，全台廢縣廳改設二十廳，該庄隸屬於苗栗廳。1909年（明治四十二年）10月，合併二十廳為十二廳，該庄改隸屬於新竹廳。1920年（大正九年），廢十二廳改設五州二廳，該庄改制為「中心埔」大字，隸屬於新竹州苗栗郡銅鑼庄。
戰後銅鑼庄改制為銅鑼鄉，隸屬於新竹縣，大字亦改制為村。1950年桃、竹、苗分治，銅鑼鄉改隸屬於苗栗縣。

## 聚落
本地區發展較早的聚落有水尾、中心埔等，在日治期初期的官方地圖上已有記載。此外，本地區尚有葉厝、福安、東岡等聚落。

## 交通
國道1號又稱「中山高速公路」，是台灣西部兩條縱向高速公路之一，大致以北北東—南南西走向轉東北－西南走向蜿蜒經過中心埔地區中部。境內未設交流道，東北側最近的是省道台6線交會口的苗栗交流道，西南側最近的是銅鑼科學園區銅科北路交會口的銅鑼交流道，由此等進入可快速前往國道1號沿線各地。
省道台72線是「東西向快速公路－後龍汶水線」，俗稱「後汶快速公路」，大致以東北—西南走向轉縱向蜿蜒經過本地區西北部後龍溪右岸及中部偏西地帶，並在南部邊界地帶的縣道128號交會處設有銅鑼交流道。由該道路向北可前往公館西北部、頭屋、後龍並止於省道台1線路口，向南轉東南可前往石圍墻、出磺坑、汶水並止於省道台3線路口。
縣道128號是通霄至公館的道路，大致以西南—東北走向經過本地區東南部。由該道路向西南轉西經省道台72線銅鑼交流道、後龍溪中平大橋後轉南繞Ｕ字形再轉西北再轉西南經銅鑼市區後轉西可前往三座厝、高埔、烏眉坑、內湖、通霄市區並止於台鐵通霄車站前中山路（省道台1線舊線）路口，向東北可前往中小義、麻薺寮並止於省道台6線路口。
鄉道苗27線是嘉盛至上福基的道路，大致以東北—西南走向轉縱向蜿蜒過本地區中部偏東地帶。由該道路向東北經水流娘轉北北西過後龍溪龜山橋後轉東北可前往維祥、芒埔、嘉盛並止於省道台13線路口，向南可前往七十份、石圍墻、上福基並止於省道台6線路口。

## 學校
- 中興國小

## 產業
- 中興工業區北區